# Enric Blanco Alberich
Enric Blanco Alberich (Barcelona, 16 d'agost de 1890 - Tahití ? 1964) va ser un professor, aventurer i navegant català.
Fill de Francisco Blanco Navarro, natural de Salvatierra (País Basc),i d'Elvira Alberich i Royo, natural de Barcelona, va néixer al barri de la Barceloneta al segon pis del número 24 del carrer dels Pescadors. Allà, des de casa seva, de jove veia passar els vaixells, i això el va animar a enrolar-se, i embarcà de cambrer en el 'Clotilde', un bergantí-goleta. Va anar canviant de vaixells per la ruta d’Amèrica fins que el 1910 va decidir anar a Nova York. Allà, s'allistà a l’exèrcit per obtenir la nacionalitat nord-americana. Arrelat a terra, va estudiar i als anys vint va començar a fer de professor de castellà, primer en instituts (a Arizona o a Nou Mèxic) i després en universitats (Wisconsin, Ohio i Iowa). Més endavant, es va casar amb Mary Rader, va decidir recuperar la vida d’aventurer que enyorava, s'ho va vendre tot, es va comprar un balandre i, amb la dona i la filla de set anys, Evaline Lucy, Evalú, van emprendre el viatge de Boston a Barcelona. Només tenia nocions de navegació. Amb un sextant, un cronòmetre i poques lliçons de navegació, va equivocar el rumb i enfilà els bancs de Terranova. Una vegada corregit el problema, va seguir fins les Açores, Gibraltar i, finalment, Barcelona.
El 5 d’octubre del 1930, vuitanta dies després de salpar, quan van arribar al moll de la Fusta, en un moment en què l’efervescència política, pocs mesos després es va proclamar la República, una multitud els va sortir a rebre al port. Fins i tot va rebre un telegrama de felicitació del rei Alfons XIII d'Espanya. A La Vanguardia, el titular d'aquell dia que obria la secció d'esports, era: “¡Bienvenido, profesor Blanco!”. Des que Enric Blanco Alberich va posar els peus a terra ferma no va parar de rebre atenció dels mitjans i els homenatges: va ser rebut a l'Ajuntament de Barcelona, va fer diverses conferències, i el van homenatjar a Mataró.
El 22 de març del 1931, amb la dona ingressada amb problemes mentals i tip de les promeses incomplertes de les autoritats, Blanco es va embarcar de nou, amb la filla; suposadament pretenia fer la volta al món. Ja no se'n van tenir més notícies. Sembla que està enterrat a Papeete, a Tahití.